# Hortelã-verde
A  hortelã-verde ou menta (Mentha spicata), também conhecida como hortelã-de-leite, hortelã-das-cozinhas, hortelã-dos-temperos, hortelã-vulgar, hortelã-das-hortas, hortelã-comum, levante, alevante, elevante ou simplesmente hortelã, é uma planta herbácea perene, da família Lamiaceae (Labiadas). Existem inúmeras variedades cultivadas.

## Localização
É uma planta originária da Ásia, mas é muito cultivada em todo o mundo, devido às essências aromáticas presentes em toda a planta, principalmente nas folhas. Tolera bem diferentes condições climáticas, desde que não falte água. Em climas frios pode perder as partes aéreas no Inverno, sobrevivendo através dos seus rizomas, que só morrem se o solo congelar completamente.

## Usos
É utilizada como tempero em culinária, como aromatizante em certos produtos alimentares, ou para a extração do seu óleo essencial. Por vezes, simplesmente cultivada como planta ornamental. É uma das plantas mais usadas do mundo.
É também utilizada como planta medicinal, estando inscrita nas farmacopeias de muitos países da Europa. Dentre as inúmeras virtudes citadas, podem destacar-se: estimulante, estomacal, carminativo. Usado nas atonias digestivas, flatulências, dispepsias nervosas, empregado nas palpitações e tremores nervosos, vômitos, cólicas uterinas, útil nos catarros brônquicos facilitando a expectoração. O chá feito de hortelã também é usado como calmante.
Em geral usa-se o óleo essencial ou uma infusão das folhas e sumidades floridas.

## Composição
Tal como é típico dos óleos essenciais do género Mentha, M. Spicata produz uma série de monoterpenos derivados do limoneno por oxidação. Nesta espécie predomina geralmente:
- Carvona: em geral >60%
- Mentona: 34-42%
- Mentofurano: 34-30%
- Pulegona: 14-22%
- Acetato de mentila: 3-7%
- Mentol: 5-8%